# جیمز ون در بیک
جیمز ون در بیک (انگلیسی: James Van Der Beek؛ زادهٔ ۸ مارس ۱۹۷۷) یک هنرپیشه اهل ایالات متحده آمریکا است. وی از سال ۱۹۹۳ میلادی تاکنون مشغول فعالیت بوده‌است.
از فیلم‌ها یا برنامه‌های تلویزیونی که وی در آن نقش داشته‌است می‌توان به فیلم ترسناک (۲۰۰۰)، جی و باب ساکت پاتک می‌زنند (۲۰۰۱)، روز کارگر (فیلم) (۲۰۱۳)، آنگوس (۱۹۹۵)، طاعون (۲۰۰۶)، به ج… آپارتمان ۲۳ اعتماد نکنید (۱۳–۲۰۱۲)، تیم اول دانشکده بلوز، ژست، بی‌حرکت ایستادن، دوستت دارم، دوستت ندارم، دنی روآن و رنجرهای تگزاس اشاره کرد.